# داني والاس
داني والاس (بالإنجليزية: Danny Wallace)‏ (21 يناير 1964 غرينتش المملكة المتحدة - ) هو لاعب كرة قدم بريطاني يلعب كمهاجم.

## مسيرته الكروية
لعب داني والاس خلال مسيرته الاحترافية مع 5 أندية في ثمانية عشر موسمًا وسجل خلالها 72 هدفًا ضمن 322 مباراة. حيث فاز في موسم واحد بالكأس وفي موسم واحد بالدوري.
خاض داني والاس مسيرته مع نادي ساوثهامبتون في موسم 1980–81 ليلعب معه عشرة مواسم، مشاركًا في 255 مباراة سجل خلالها 64 هدفًا. ثم انتقل إلى نادي مانشستر يونايتد في موسم 1989–90 ليلعب معه أربعة مواسم، حيث شارك في 47 مباراة سجل خلالها 6 أهداف. لينتقل بعدها إلى نادي ميلوول في موسم 1992–93 لمدة موسم واحد، مشاركًا في 3 مباريات ولم يسجل أي هدف. ثم انتقل إلى نادي برمنغهام سيتي في موسم 1993–94 ولمدة موسمين، مشاركًا في 16 مباراة سجل خلالها هدفين. هذا وانتقل لاحقًا إلى ويكمب وندررز في موسم 1994–95 لمدة موسم واحد، مشاركًا في مباراة ولم يسجل أي هدف.

## روابط خارجية
- داني والاس على موقع قاعدة بيانات كرة القدم.إي يو (الإنجليزية)
- داني والاس على موقع ناشيونال فوتبول تيمز (الإنجليزية)
- داني والاس على موقع Soccerbase.com (لاعب) (الإنجليزية)
- داني والاس على موقع عالم كرة القدم.نت (الإنجليزية)